# 色散关系

光在稜鏡的折射是由于色散。

在物理科学和電機工程學中，色散关系描述波在介质中传播的色散现象的性质。色散关系将波的波长或波數与其頻率建立了联系。由这组关系，波的相速度和群速度有了方便的确定介质中折射率的表达式。克拉莫-克若尼關係式可以描述波的传播、衰减的频率依赖性，這關係比與幾何相關和與材料相關的色散关系更具一般性。
色散的原因可能是几何边界条件（波导、浅水）或是波与传输介质间的相互作用。基本粒子（被认为是物質波）即使在没有集合约束和其他介质存在下也会有非平凡的色散关系。
在存在色散的情况下，波速不再唯一定义，从而产生了相速度和群速度的区别。

## 色散
當不同波長的平面波表現出不同的傳播速度時，色散會發生，如此造成混合各種波長的波包漸漸地在空間中擴展開來。平面波的速率v為波長{\displaystyle \lambda }的函數：
{\displaystyle v=v(\lambda )\,}。
波速、波長、頻率f之間具有恆等式：
{\displaystyle v(\lambda )=\lambda \ f(\lambda )\,}。
函數f(λ)指出了該介質中的色散關係。色散關係更常用角频率{\displaystyle \omega =2\pi f}與波數{\displaystyle k=2\pi /\lambda }來表示。上述式子可改寫為
{\displaystyle \omega (k)=v(k)\ k\,}。
在此ω成為k的函數。使用ω(k)來描述色散關係已經成為一種標準寫法，因為相速度 ω/k 與群速度 ∂ω/∂k 可以輕鬆地從這樣寫法的色散關係中求得。
因此所關注的平面波可寫為如下數學式：
{\displaystyle A(x,t)=A_{0}e^{2\pi i{\frac {x-vt}{\lambda }}}=A_{0}e^{i(kx-\omega t)}}，
其中
A是波的振幅，
A0 = A(0,0)，
x是波傳遞方向上的任一特定位置，以及
t是描述波的任一特定時間。

## 真空中的平面波
真空中的平面波是波傳遞最簡單的例子：無幾何上的限制，無傳導介質的交互作用。

### 電磁波
對真空中的电磁波而言，角頻率與波數呈正比：
{\displaystyle \omega =ck\,}。
這是「線性」的色散關係。在此情形下，相速度與群速度乃是相同的：
{\displaystyle v={\frac {\omega }{k}}={\frac {d\omega }{dk}}=c}；
兩者皆為c，真空中的光速，為與頻率無關的常數。

### 德布羅意色散關係

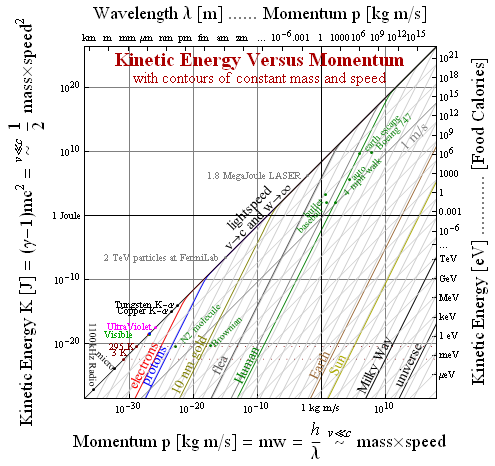
自由空間中，日常生活常見物體其動能與動量之間的色散關係圖。

粒子的總能量、動量與質量透過如下相對論關係連結：
{\displaystyle E^{2}=(mc^{2})^{2}+(pc)^{2}\,}  
其中{\displaystyle m}是靜質量。
當靜質量m為零時，比如光子的例子：
{\displaystyle E=pc\,}。
又靜質量不為零的粒子，當其接近光速時，pc項遠大於mc2項，因此關係式可趨近於E = pc。其在非相對論極限，也就是速度遠小於光速c的情形，可趨近於如下關係式：
{\displaystyle E=mc^{2}+{\frac {p^{2}}{2m}}}
此情形下，{\displaystyle mc^{2}}是常數，而{\displaystyle p^{2}/2m}是常見的動能，可以動量{\displaystyle p=mv}來寫出關係式。
從近光速的例子過渡到低速度極限，可看到E與p的關係是從p轉成p2，在垂直軸跟水平軸皆取對數log的色散關係圖中可看出斜率的改變。
基本粒子、原子核、原子，甚至是分子，皆有物質波的波動表現。根據描述物質波的「德布羅意關係」，能量E與角頻率ω之間以及動量p與波數k之間皆為正比關係，比值為約化普朗克常數ħ：
{\displaystyle E=\hbar \omega ,\quad p=\hbar k}。
相應地，角頻率與波數之間也可透過色散關係連結。在非相對論極限（低速度極限的牛頓力學）條件下，利用能量（動能）與動量的關係式：
{\displaystyle E={\frac {p^{2}}{2m}}}
此處省去常數mc2的效應。等式左右分別代入德布羅意關係，可得色散關係：
{\displaystyle \omega ={\frac {\hbar k^{2}}{2m}}}。
| 動畫：電子的相速度與群速度 |
| --- |
| 此動畫描繪了三顆（慢速度）自由電子以德布羅意相速度與群速度行經了寬度為0.4Å的區域。每單位質量的動量，稱為固有速度。中間電子的固有速度為光速c，其群速度則為0.707 c；上方電子則有中間電子的兩倍動量，下方電子則有中間電子的一半動量。注意到：當動量增加時，相速度下降到c，而群速度增加到c，而波包與相位峰值兩者以接近c的速度一同移動；在此同時，波長的下降則無下限值。實驗室中，這類高能電子的橫向與縱向的同調寬度（波包大小）可比此處粒子大上好幾個數量級。 |

## 頻率與波數的關係
當討論到介質的折射性質而不是吸收性質，亦即關注焦點為折射率的實部，則常會提及「色散關係」—角頻率與波數的函數關係。在粒子的情形，改由相對應的能量與動量的函數關係來描述。

### 波動與光學
「色散關係」一詞源自於光學。讓光穿過折射率不為常數的介質則有辦法使得光速與波長相依；另外的方法是使用非均勻介質中的光，比如波导。在此情形下，波形會隨著時間擴展開來，窄脈衝波會變成較寬的脈衝波。在這些材料中，{\displaystyle {\frac {\partial \omega }{\partial k}}}為群速度，對應到脈衝包絡線峰值的傳遞速度，並與相速度{\displaystyle {\frac {\omega }{k}}}不同。

### 深水波
深水波的色散關係常寫為
{\displaystyle \omega ={\sqrt {gk}}}，

深水的表面重力波的頻率色散。紅點以相速度移動，而綠點以群速度移動。在深水的情形，相速度為群速度兩倍。一同出發的紅、綠點，當紅點走完圖片寬度的全程時，綠點方走一半。

其中g是重力造成的加速度。深水的常見定義為水深大於波長之半。在此情形下，相速度為
{\displaystyle v_{p}={\frac {\omega }{k}}={\sqrt {\frac {g}{k}}}}，
而群速度為
{\displaystyle v_{g}={\frac {d{\omega }}{dk}}={\frac {1}{2}}v_{p}.}

### 弦波
對一條理想弦而言，色散關係可寫為
{\displaystyle \omega =k{\sqrt {\frac {T}{\mu }}}}，
其中T為弦的張力，μ為弦每單位長度的質量。

非色散橫波的雙頻率拍頻。既然此波為非色散，則相速度（紅點行進速度）等於群速度（綠點行進速度）。

如同真空中的電磁波，理想弦為非色散介質，其相速度與群速度相等，並且與振動頻率無關。
至於非理想弦則需考量到硬度的影響，色散關係變為
{\displaystyle \omega ^{2}={\frac {T}{\mu }}k^{2}+\alpha k^{4}}，
其中{\displaystyle \alpha }是與弦有關的常數。

### 固態物理
在固態物理領域，電子的色散關係佔有重要的角色。晶體的週期性意味著：對一給定的動量存在有多種可能的能階，而有些則是不論什麼樣的動量都不可能會具有的能量。所有可能的能量與動量的組合即為一物質的能带结构。能帶結構的性質定義了一物質是絕緣體、半导体，抑或是導體。

### 聲子
聲子之於聲波一如光子之於光波：其為攜帶波動能量的量子。聲子的色散關係也是重要且非平凡的。許多系統都顯示出聲子存在於兩個分離的能帶。聲子尚可分為光學聲子支與聲學聲子支。

### 電子顯微術
關於穿透式電子顯微鏡中的高能電子（例如200 keV），收斂束電子繞射（Convergent beam electron diffraction, CBED） 型態在高階勞厄區（higher order Laue zone, HOLZ）譜線的能量相依性，允許研究者能對晶體三維色散表面的橫斷面做直接「成像」。這種動態效應可用於晶格參數的準確測量、電子束能量，近期更應用在電子業上。

## 歷史
艾萨克·牛顿研究過稜鏡的折射現象。然而牛頓卻沒有認出色散關係與不同材料的相關性；假使有認出，他則可能發明出消色差透鏡。
水波的色散關係是由皮埃尔-西蒙·拉普拉斯於1776年研究得到。
在幾篇舉足輕重的論文中，色散關係與各種波及粒子散射理論中的因果律被連繫了起來，使得克拉莫-克若尼關係式（1926年－1927年間）的通則變得重要。